# 荀崧
荀 崧（じゅん すう、生没年不詳）は、中国の晋代の官僚・軍人。字は景猷。本貫は潁川郡潁陰県（現在の河南省許昌市）。

## 経歴
羽林右監・安陵郷侯の荀頵の子として生まれた。後漢末の荀彧の玄孫である。泰始年間（265年 - 274年）、兄に代わって父の爵位を嗣ぎ、濮陽王司馬允の下で文学に任じられた。永康元年（300年）、趙王司馬倫に召されて相国参軍となった。301年（永康2年）、司馬倫が帝を称すると、荀崧は護軍司馬・給事中となった。しばらくして尚書吏部郎・太弟中庶子に転じ、さらに侍中・中護軍に転じた。
永嘉5年（311年）、王弥が洛陽に入ると、荀崧は百官とともに密県に逃れようとしたが、途中で母が亡くなった。逃走の旅を続けながら、車の中で喪を守って号泣した。反乱軍が追いつくと、荀崧の母の遺体を地に棄て、車を奪って去っていった。荀崧は4カ所に傷を受けて気絶し、夜間になってようやく意識を取り戻した。そこで母の遺体を密山に葬った。喪が明けると、族父の荀藩の承制により、荀崧は監江北軍事・南中郎将・後将軍・仮節・襄城郡太守となった。ときに山陵が暴かれたため、荀崧は主簿の石覧に兵を与えて入洛させ、山陵を修復した。勲功により舞陽県公に爵位を進めた。都督荊州江北諸軍事・平南将軍となり、宛に駐屯して、曲陵公に改封された。
建興3年（315年）、杜曾率いる反乱軍に宛を包囲された。荀崧は食糧不足に苦しみ、末の娘の荀灌を襄城郡太守の石覧と南中郎将の周訪のもとに派遣して救援を求めさせた。周訪は子の周撫に兵3000人を与えて石覧と合流させ、ともに荀崧を救援させた。反乱軍は援軍がやってくると聞いて退却した。荀崧は包囲を脱すると、南陽中部尉の王国や劉願らに軍を与えて穣県を攻撃させ、杜曾の従兄で新野郡太守を称する杜保を捕らえ斬った。
大興元年（318年）6月、荀崧は尚書僕射に任じられた。刁協とともに東晋の朝廷の礼儀を定めた。後に太常に転じた。当時儒教経典を伝授する博士は9人しか置かれていなかったが、荀崧はこれを増置するよう上奏した。これには賛同意見が多く、元帝も同意したが、王敦の乱が起こったために施行されなかった。
永昌元年（322年）、王敦が建康を攻め落とすと、荀崧を尚書左僕射とするよう上表した。元帝が死去すると、廟号の議論が起こった。王敦は情勢が安定しないことを理由に議論の延期を求めたが、荀崧はこれに賛同せず、廟号を中宗とするよう主張した。王敦はかねてより荀崧を厚く待遇しており、司空に上らせようと考えていたが、この件を恨んで取りやめた。
太寧元年 （323年）、荀崧は散騎常侍の位を加えられた。後に太子太傅を兼ねた。王敦の乱が平定されると、荀崧は平輿伯に封じられた。儀仗兵を猛獣に食べさせた罪を問われて、免職された。後に散騎常侍のまま金紫光禄大夫・録尚書事となった。次いで録尚書事のまま右光禄大夫・開府儀同三司の位を加えられた。さらに秘書監を兼ねた。
咸和2年（327年）に蘇峻の乱が起こり、翌年に蘇峻によって建康が陥落すると、荀崧は王導や陸曄とともに成帝を守った。成帝に従って石頭に移り、侍従として成帝の側を離れなかった。咸和4年（329年）、反乱の鎮圧にあたって、成帝は乱軍の中を脱出し、温嶠の舟に避難した。荀崧は老齢で病が重かったが、無理を押して成帝に従った。後に死去した。享年は67。侍中の位を追贈された。諡は敬といった。

## 人物・逸話
- 荀崧は志操清純で文学を愛好し、荀顗・王済・袁侃といった人々に高く評価された。
- 荀崧は王敦・顧栄・陸機らと交友した。
- 従弟の荀馗が早くに亡くなり、その子に荀序と荀廞がいて、年齢はそれぞれ数歳であった。荀崧はふたりを自邸に迎えて養育し、実子と同様に待遇した。荀顗の後裔が断絶していたため、東晋の朝廷は荀崧の子に襲封させようとしたが、荀崧は荀序に嗣がせるよう申し出た。

## 子女
- 荀蕤（後嗣）
- 荀羨
- 荀灌

## 伝記資料
- 『晋書』巻75 列伝第45